# Bingen Fernández Bustintza
Bingen Fernández Bustintza (Bermeo, 15 de desembre de 1972) és un ciclista basc, que fou professional entre 1996 i 2009. Va participar en diferents edicions de les grans voltes. Un cop retirat, va entrar a dirigir l'equip Garmin.

## Palmarès

### Resultats a la Volta a Espanya
- 1998. Abandona
- 2001. 50è de la classificació general
- 2002. 87è de la classificació general
- 2003. 85è de la classificació general
- 2004. 67è de la classificació general
- 2005. 33è de la classificació general
- 2006. 85è de la classificació general
- 2007. 68è de la classificació general
- 2008. 87è de la classificació general
- 2009. 58è de la classificació general

### Resultats al Giro d'Itàlia
- 2007. 29è de la classificació general
- 2008. Abandona (9a etapa)

### Resultats al Tour de França
- 2002. 79è de la classificació general
- 2009. 105è de la classificació general